# Yves Bruley
Pour les articles homonymes, voir Bruley (homonymie).
 (août 2022).
Yves Bruley (né le 6 février 1969 à Paris) est un historien français, Correspondant de l'Institut de France (Académie des sciences morales et politiques). 
Il a été vice-président de l'École pratique des hautes études et directeur de France Mémoire (anciennement Commémorations nationales).

## Biographie
Yves Bruley est maître de conférences HDR (habilité à diriger des recherches) à l'École pratique des hautes études (EPHE, université Paris sciences et lettres), à la section des sciences historiques et philologiques.
Le 4 juillet 2022, il est élu correspondant de l'Institut par l'Académie des sciences morales et politiques, à la première place de sa section Histoire et Géographie, où il succède au professeur Jean-François Lemaire.
Les recherches d'Yves Bruley et son enseignement portent sur l'histoire des relations internationales au XIXe siècle, en particulier sur la diplomatie française, l'histoire de l'administration, des institutions et des pratiques diplomatiques. Il participe à l'encadrement du master Géopolitique et géohistoire de l'École de guerre. Il a été en outre chargé de cours au CNAM.
Agrégé d'histoire, auteur d'une thèse de doctorat en histoire des relations internationales, il est titulaire d'une habilitation à diriger des recherches (HDR) intitulée « Recherches sur la diplomatie française et son administration au XIXe siècle » et dont le mémoire inédit portait sur la fonction de « directeur politique » au ministère des Affaires étrangères.
Il a été auparavant pensionnaire de la fondation Thiers (CNRS - Institut de France) de 1999 à 2002, chargé de mission et responsable des publications à l’Académie des sciences morales et politiques (2004-2015), maître de conférences à Sciences Po Paris (2008-2015), chargé de cours à Sorbonne Université et à la faculté de droit de l'université Paris-Descartes (préparation aux concours administratifs).
De 2011 à 2016, il a été membre des jurys des concours d'entrée à l'École nationale d'administration (ENA) pour la culture générale (question contemporaine) et le grand oral (épreuve d'entretien).
Il est depuis 2018 conseiller auprès du chancelier de l'Institut de France.
Fin 2020, il est nommé directeur des Commémorations nationales, qui sont désormais un service de l'Institut de France sous le nom de France Mémoire. 
Il avait déjà organisé plusieurs commémorations historiques. Pour les 500 ans de la Trinité-des-Monts, en 2002, il était commissaire général de l'exposition organisée alors dans ce haut lieu français de Rome. En 2005, il était chargé du centenaire officiel de la loi de 1905 (mission confiée par le Premier ministre à l'Académie des sciences morales et politiques). Dans ce cadre, il avait rédigé une histoire de la laïcité, publié un recueil de textes sur la loi de 1905 et organisé une série de colloques à l'Institut de France. Il a été expert auprès de l'Observatoire de la laïcité de 2017 à 2021.
Il est membre de la Commission des programmes philatéliques de Philaposte (groupe La Poste).
Auteur de plusieurs livres sur la politique étrangère française, il est membre du comité de rédaction de la Revue d'histoire diplomatique et membre de la Société de l'histoire de France. Il a coorganisé en 2014 au ministère des Affaires étrangères un colloque sur la diplomatie au temps de Napoléon, et a collaboré à plusieurs dictionnaires historiques, notamment au Dictionnaire des ministres des Affaires étrangères (Fayard, 2005). Il a aussi publié une biographie du compositeur Charles Gounod.

## Publications
- La France et la paix (en collaboration), Paris, Paris-Musée - Ministère des Affaires étrangères, 2016, 252 p.
- La diplomatie du Sphinx. Napoléon III et sa politique internationale, Paris, CLD Éditions, 2015, 359 p.
- La laïcité française, Paris, Éditions du Cerf, collection « Lexio », 2015, 256 p.
- Charles Gounod, Paris, Bleu nuit éditeur, collection « Horizons », 2015, 174 p.
- Diplomaties au temps de Napoléon, Paris, CNRS Éditions, 2014 (codirection d'ouvrage avec Thierry Lentz), 377 p.
- Le Quai d'Orsay impérial. Histoire du ministère des Affaires étrangères sous Napoléon III, Paris, Éditions A. Pedone, 2012, 491 p.
- Napoléon III. L'empereur mal-aimé ; collection Ils ont fait la France, Paris, Classiques Garnier, 2012, 371 p.
- Détective de l'histoire. Entretiens avec Jean Tulard, Paris, Ecriture, 2012, 330 p.
- Histoire des religions, (en collaboration) Paris, Que sais-je? PUF, collection « La Bibliothèque », 2018.
- Histoire de la papauté, Paris, Editions CLD, 2008, et Perrin, 2011 (revue et augmentée), 309 p.
- Histoire de la laïcité à la française, Paris, Académie des sciences morales et politiques, 2005, 192 p.
- 1905, la séparation des Églises et de l’État : les textes fondateurs, Paris, Perrin, coll. « Tempus » no 85, 2004, 476 p.
- La Trinité-des-Monts redécouverte. Trinita dei Monti riscoperta, Roma, De Luca Editori d'Arte, 2002, 206 p. (catalogue d'exposition, direction d'ouvrage).

## Distinctions

### Décorations
- Officier de l'ordre des Arts et des Lettres le 9 juillet 2013[1].
- Chevalier de l'ordre national du Mérite le 13 mai 2016[2].

### Prix
- 2011 : Prix Prosper Mérimée[3]
- 2012 : Prix d'histoire de la fondation Napoléon